# 朝井景命
朝井 景命（あさい かげのり、天明8年9月26日（1788年10月25日） - 天保14年7月10日（1843年8月5日））は、江戸時代の官人。姓は藤原朝臣。身分は地下人で勧修寺門跡諸大夫。最後の官位は従五位下陸奥守。家紋は丸に三つ引き。

## 経歴
天明8年（1788年）9月26日に勧修寺門跡家士の修理権亮・朝井景福（従五位上、土佐守）の子として誕生。文化10年（1813年）4月14日、朝井家を継ぐ（3代当主）。文政元年（1818年）12月19日に従六位下に叙し、右兵衛大尉に任ぜられた。また諸大夫となり文政7年（1825年）2月3日に正六位下に叙し、陸奥守に任ぜられ、天保元年（1830年）12月19日従五位下に進み、同8年（1837年）12月隠居。

## 系譜
- 朝井影長（有壽）（勧修寺門跡坊官、法眼）
- 朝井景福（従五位上、土佐守、諸大夫）
- 朝井景逸（従五位下、陸奥守、諸大夫）